# Danao (boisson)
Pour les articles homonymes, voir Danao.
Danao est une marque créée par la multinationale Danone en 1998. En 2007, la marque est rachetée en France par Eclor-CCLF, filiale « boissons » de la coopérative agroalimentaire française Agrial.

## Historique
En 1998 en France, Danone crée la marque Danao pour commercialiser des boissons à partir de jus de fruits à base de concentré et de lait. « Depuis un pic en 2003 (28 millions de litres écoulés et une dizaine de références), les ventes ne cessent de décliner : à peine les 10 millions de litres écoulés en 2008 et plus que 4 références ».
En 2007, Danone décide donc de vendre les droits de cette marque en France, qui ne représente plus qu'une part infime de son chiffre d'affaires[réf. nécessaire] à Agrial. Après le lancement d'un emballage différent et d'une campagne publicitaire, la nouvelle société propriétaire augmente une fois de plus le volume acheté.
Par exemple en Tunisie, Danao est toujours commercialisé par Danone en 2020.

## Description du produit
Les boissons Danao sont composées d'eau, de lait écrémé, de jus de pommes exclusivement françaises, de divers jus de fruits à base de concentré suivant les parfums et de vitamines. 
Danao est embouteillé en Moselle (France).

## Les différents parfums
En 2025, 8 parfums composent la gamme Danao (en format 0.25, 0.9 ou 1.35L) :
- Multivitaminé
- Banane Touche de Vanille
- Pêche Abricot
- Orange Banane Fraise
- Pomme Fruits Exotiques
- Orange Mangue
- Mangue
- Fraise

Les recettes Danao sont sans sucres ajoutés, sans arôme artificiel et sans conservateur. 

## Critiques
En 2014, la Fédération romande des consommateurs (FRC) publie un article très critique sur les produits Danao en affirmant que contrairement aux annonces marketing, ceux-ci ne contiennent qu'une quantité minime de lait, que « plus de la moitié du breuvage est constituée d’eau colorée et aromatisée », que le produit revient cher et qu'il ne constitue pas un petit-déjeuner sain.